# Whispering Blue
Whispering Blue è un fumetto tedesco in stile manga shōnen'ai scritto da Michel Decomain e disegnato da Marika Herzog pubblicato in un volume unico dall'editore Egmont Manga & Anime. L'editore Mangasenpai ha tradotto e distribuito un'edizione in italiano del fumetto in data 2 novembre 2018.

## Trama
Adrian è un ragazzo condannato a svolgere un periodo di lavori socialmente utili presso la Seal Station (una struttura dedita al salvataggio e alla cura di mammiferi acquatici).
Questa esperienza lo porterà a migliorarsi e a fare la conoscenza di Blu, un tenero cucciolo di foca, e di Marc, un ragazzo più grande di lui di due anni, custode della struttura, il quale darà un vero e proprio scossone ai suoi sentimenti.

## Pubblicazione
| Nº | Data di prima pubblicazione | Data di prima pubblicazione | Data di prima pubblicazione | Data di prima pubblicazione |
| Nº | Tedesco                     | Tedesco                     | Italiano                    | Italiano                    |
| Nº | Data                        | ISBN                        | Data                        | ISBN                        |
| -- | --------------------------- | --------------------------- | --------------------------- | --------------------------- |
| 1  | 5 luglio 2018               | 978-3770497874              | 2 novembre 2018             | 978-8894936193              |

## Critica
Gemma Rubboli per la testata online Badtaste ha generalmente apprezzato l'opera riscontrando però uno stile di disegno a tratti altalenante con repentini passaggi da tavole molto curate ad abbozzate; inoltre ha sottolineato che, nonostante la brevità dell'opera, vengono affrontate molte dinamiche che non vengono lasciate in sospeso ma, a causa dell'unico volume per racchiudere la storia, la caratterizzazione dei protagonisti rimane abbastanza approssimativa.